# Eparchia di Passaic
L'eparchia di Passaic (in latino Eparchia Passaicensis Ruthenorum) è una sede della Chiesa greco-cattolica rutena suffraganea dell'arcieparchia di Pittsburgh. Nel 2023 contava 10.853 battezzati. È retta dall'eparca Kurt Richard Burnette.

## Territorio
L'eparchia comprende i fedeli della Chiesa greco-cattolica rutena in Carolina del Nord, Connecticut, Florida, Georgia, Massachusetts, Maryland, New Jersey, New York, Pennsylvania e Virginia.
Sede eparchiale è la città di Passaic nel New Jersey, dove si trova la cattedrale di San Michele Arcangelo (Cathedral of Saint Micheal the Archangel).
Il territorio è suddiviso in 84 parrocchie.

## Storia
L'eparchia è stata eretta il 6 luglio 1963 con la bolla Cum homines di papa Paolo VI, ricavandone il territorio dall'esarcato apostolico degli Stati uniti d'America per i fedeli di rito orientale (oggi arcieparchia di Pittsburgh).

## Cronotassi dei vescovi
Si omettono i periodi di sede vacante non superiori ai 2 anni o non storicamente accertati.
- Stephen John Kocisko † (6 luglio 1963 - 22 dicembre 1967 nominato arcieparca di Pittsburgh)
- Michael Joseph Dudick † (29 luglio 1968 - 6 novembre 1995 ritirato)
- Andrew Pataki † (6 novembre 1995 - 6 dicembre 2007 ritirato)
- William Charles Skurla (6 dicembre 2007 - 19 gennaio 2012 nominato arcieparca di Pittsburgh)
- Kurt Richard Burnette, dal 29 ottobre 2013

## Statistiche
L'eparchia nel 2023 contava 10.853 battezzati.
| anno | popolazione | popolazione | popolazione | presbiteri | presbiteri | presbiteri | presbiteri                | diaconi | religiosi | religiosi | parrocchie |
| anno | battezzati  | totale      | %           | numero     | secolari   | regolari   | battezzati per presbitero | diaconi | uomini    | donne     | parrocchie |
| ---- | ----------- | ----------- | ----------- | ---------- | ---------- | ---------- | ------------------------- | ------- | --------- | --------- | ---------- |
| 1966 | ?           | ?           | ?           | 105        | 88         | 17         | 0                         |         | 19        |           | 76         |
| 1970 | 99.596      | ?           | ?           | 114        | 101        | 13         | 873                       |         | 18        | 47        | 79         |
| 1976 | 96.935      | ?           | ?           | 107        | 85         | 22         | 905                       |         | 29        | 42        | 85         |
| 1980 | 96.605      | ?           | ?           | 101        | 85         | 16         | 956                       | 2       | 17        | 29        | 86         |
| 1990 | 82.587      | ?           | ?           | 114        | 93         | 21         | 724                       | 11      | 22        | 29        | 95         |
| 1999 | 51.771      | ?           | ?           | 96         | 83         | 13         | 539                       | 19      | 17        | 21        | 96         |
| 2000 | 38.668      | ?           | ?           | 102        | 92         | 10         | 379                       | 17      | 13        | 22        | 96         |
| 2001 | 32.860      | ?           | ?           | 95         | 84         | 11         | 345                       | 17      | 13        | 19        | 94         |
| 2002 | 24.504      | ?           | ?           | 88         | 78         | 10         | 278                       | 17      | 12        | 18        | 90         |
| 2003 | 24.265      | ?           | ?           | 90         | 80         | 10         | 269                       | 16      | 12        | 14        | 89         |
| 2004 | 24.031      | ?           | ?           | 84         | 75         | 9          | 286                       | 20      | 10        | 18        | 89         |
| 2009 | 17.629      | ?           | ?           | 83         | 69         | 14         | 212                       | 27      | 15        | 16        | 84         |
| 2013 | 14.356      | ?           | ?           | 79         | 69         | 10         | 181                       | 26      | 11        | 15        | 84         |
| 2016 | 11.828      | ?           | ?           | 76         | 67         | 9          | 155                       | 26      | 10        | 13        | 84         |
| 2019 | 11.303      | ?           | ?           | 81         | 77         | 4          | 139                       | 27      | 8         | 13        | 80         |
| 2021 | 10.227      | ?           | ?           | 77         | 73         | 4          | 132                       | 30      | 4         | 2         | 86         |
| 2023 | 10.853      | ?           | ?           | 68         | 65         | 3          | 159                       | 28      | 3         | 2         | 84         |